# Иванка, Мария
Ма́рия И́ванка (венг. Ivánka Mária, по мужу Будински; 23 февраля 1950, Будапешт) — венгерская шахматистка, гроссмейстер (1978).
В 1967 году, в возрасте 17 лет, она выиграла свой первый национальный титул - чемпионат Венгрии по шахматам среди женщин. В дальнейшем она выигрывала национальный титул в общей сложности девять раз. На шахматных олимпиадах в период с 1969 по 1986 год она завоевала шесть медалей. В 1978 году она получила звание женского гроссмейстера. В семидесятые годы, в эпоху доминирования советских шахмат, она входила в число лучших шахматистов мира. В международных турнирах она дважды обыграла действующую чемпионку мира Нону Гаприндашвили. Помимо шахматной карьеры, вместе с мужем и тренером Андрашем Будинским она воспитала троих детей. Её братом был актёр и режиссёр Венгерского национального театра Чаба Иванка.
Успешно играла в ряде международных турниров во Врнячка-Бане: 1969 — 5-е, 1971 — 1—3-е, 1972 — 2—4-е места. Лучшие результаты в других международных соревнованиях: Вейк-ан-Зее (1971, 1973 и 1974, 1975) — 1-е, 1—4-е, 2-е; Будапешт (1974 и 1977) — 2-е и 2—4-е; Белград (1977 и 1978) — 3-е и 1—2-е места.

## Изменения рейтинга
| Графики недоступны из-за технических проблем. См. информацию на Фабрикаторе и на mediawiki.org. |